# El Hato, Santiago Tuxtla
El Hato är en ort i Mexiko.   Den ligger i kommunen Santiago Tuxtla och delstaten Veracruz, i den sydöstra delen av landet, 400 km öster om huvudstaden Mexico City. El Hato ligger 11 meter över havet och antalet invånare är 109.
Terrängen runt El Hato är platt, och sluttar västerut. Runt El Hato är det ganska tätbefolkat, med 70 invånare per kvadratkilometer. Närmaste större samhälle är Santiago Tuxtla, 18,6 km öster om El Hato. Omgivningarna runt El Hato är en mosaik av jordbruksmark och naturlig växtlighet.